# Hartgewebe
Als Hartgewebe bezeichnet man einen seit etwa 70 Jahren üblichen Faser-Kunststoff-Verbund, bei dem mehrere Lagen  textilen Leinen- oder Baumwollgewebes mit dem Duroplast Phenolharz verklebt werden. In seiner frühesten Form ist es unter dem Handelsnamen Bakelit bekannt.
Trotz seines Alters kommt er noch in sehr vielen technischen Spezialanwendungen zum Einsatz, u. a.: im Motorenbau, in der Elektrotechnik und allgemein als Maschinenteil, zum Beispiel als Zahnrad.
Zu den besonderen Eigenschaften des Hartgewebes zählen, dass es hart, abriebfest und thermisch hoch belastbar ist. Darüber hinaus wirkt es elektrisch isolierend und hat eine hohe Schwingungs- und Schalldämpfung.
Der Werkstoff ist verwandt mit Hartpapier, bei dem stattdessen Zellulosefasern als Füllstoff verwendet werden. Er hat jedoch eine höhere Festigkeit und im Allgemeinen eine geringere Wasseraufnahme als jenes, da unter anderem die verwendeten (Baumwoll-)Fasern besser imprägnierbar sind.
Karosserieteile des PKW Trabant bestehen aus Phenolharz und losen Baumwollfasern.
Phenolharz-Faserverbundwerkstoffe werden auch als Hitzeschild verwendet, da sie bei extremer thermischer Belastung eine schützende Koksschicht ausbilden.
Als Nachfolger werden Werkstoffe auf Epoxidharz-Basis unter anderem auch mit Glasfaser-Gewebe verwendet. 